# Las Tablas (Pravia)
Las Tablas es una casería española de la parroquia de Arango, perteneciente al municipio de Pravia, en la comunidad autónoma de Asturias.

## Historia
Hacia mediados del siglo XIX, el lugar era ya mencionado como perteneciente a la parroquia de Arango del municipio de Pravia. En 2023, la entidad singular de población de Las Tablas tenía empadronados 19 habitantes, de los que 12 lo estaban en el núcleo de población de ese nombre y los otros 7, diseminados.